# Anoxiant
Les anoxiants regroupent la majorité des dérivés du cyanure. Le cyanure a la propriété de se fixer sur la forme oxydée du fer (Fe3+) du complexe qui permet de fixer les molécules d'O2 et d'utiliser leur apport en énergie au profit des cellules, bloquant ainsi l'utilisation de l'oxygène par la cellule. Ainsi les anoxiants sont-ils également appelés des suffocants et font partie des asphyxiants, regroupant les anoxiants, les asphyxiants primaires et secondaires, respectivement caractérisés par leurs propriétés irritantes, corrosives immédiates et non immédiates.